# François Louis Phelippes-Tronjolly
François Anne Louis Phelippes de Coatgoureden de Tronjolly, conegut com Phelippes-Tronjolly (Rennes (Bretanya), 15 de febrer, 1751 - Idem. 28 de febrer, 1828), va ser un magistrat francès.

## Biografia
François Louis Phelippes-Tronjolly era fill de François Jacques Phelippes, sieur de Tronjolly, capità de la milícia burgesa de Rennes, i de Marie Anne Thomasse Fauvel. Casat amb Mathurine Gilonne Anne Clemenceau, era el sogre de l'enginyer Jacques Piou.
Va ser conseller, primer advocat del rei al senescal i a la seu presidencial de Rennes, comensal de la casa del rei, assessor jutge-tutor de les Monedes, fiscal sindical de la Comunitat, substitut del fiscal general a la seu reial de la Policia i administrador del "Collège de Rennes".
Va anant adquirint noves idees abans de 1789. Fiscal al tribunal de Paimboeuf després jutge al tribunal revolucionari sota el Terror. Es va oposar a Jean-Baptiste Carrier i als comitès en diverses ocasions. Detingut després de la marxa de Jean-Baptiste Carrier, va ser jutjat a París, durant el judici del Comitè Revolucionari de Nantes. Absolt, va declarar després contra Jean-Baptiste Carrier.